# Itcha Ilgachuz Park
Itcha Ilgachuz Park är en park i Kanada.   Den ligger i provinsen British Columbia, i den sydvästra delen av landet, 3 600 km väster om huvudstaden Ottawa. Itcha Ilgachuz Park ligger 1 865 meter över havet.
Terrängen runt Itcha Ilgachuz Park är kuperad åt nordost, men åt sydväst är den platt. Itcha Ilgachuz Park ligger uppe på en höjd. Trakten runt Itcha Ilgachuz Park är nära nog obefolkad, med mindre än två invånare per kvadratkilometer.. Det finns inga samhällen i närheten. 
I omgivningarna runt Itcha Ilgachuz Park växer i huvudsak barrskog.